# Zaleplon
Zaleplon – organiczny związek chemiczny z grupy pirazolopirymidyn, niebenzodiazepinowy lek nasenny, wywierający działanie poprzez receptory GABA.

## Mechanizm działania
Zaleplon wiąże się z miejscem receptorowym α1 podjednostki A receptora GABA.

## Działania niepożądane
Może powodować podobne działania niepożądane jak benzodiazepiny.

## Metabolizm
Zaleplon jest metabolizowany głównie przez oksydazę aldehydową, zatem okres jego półtrwania mogą zmieniać związki indukujące lub hamujące ten sam enzym.

## Skuteczność
Metaanaliza w oparciu o kontrolowane, randomizowane badania kliniczne w których porównywano działanie benzodiazepin z tzw. Z-lekami (zaleplonem, zolpidemem, eszopiklonem i zopiklonem) wykazała, że te grupy leków niewiele się różnią pod względem okresu latencji zasypiania, całkowitego czasu trwania snu, liczby przebudzeń, jakości snu, działań niepożądanych, tolerancji, bezsenności z odbicia i senności w ciągu dnia.

## Preparaty
Dostępny jest w sprzedaży pod nazwami handlowymi Selofen, Sonata, Starnoc i Morfeo.